# Megaselia nitidifrons
Megaselia nitidifrons är en tvåvingeart som först beskrevs av Gabriel Strobl 1892.  Megaselia nitidifrons ingår i släktet Megaselia och familjen puckelflugor. Inga underarter finns listade i Catalogue of Life.